# Raión de Gorshéchnoye
El raión de Gorshéchnoye (ruso: Горше́ченский райо́н) es un distrito administrativo y municipal (raión) ruso perteneciente a la óblast de Kursk. Se ubica en el sureste de la óblast. Su capital es Gorshéchnoye.
En 2021, el raión tenía una población de 14 678 habitantes.
El raión limita al sur con la óblast de Bélgorod y al este con la óblast de Vorónezh.

## Subdivisiones
Comprende un total de 80 localidades. A efectos de autogobierno local (descentralización), se agrupan en quince ayuntamientos, que son el del asentamiento de tipo urbano de Gorshéchnoye (la capital), y catorce asentamientos rurales. Estos últimos reciben el nombre tradicional de selsovet (сельсовет), y son los siguientes:
- Bogatyriovo
- Býkovo
- Známenka
- Kliuch
- Kunye
- Nízhniye Borki
- Nikólskoye
- Novomelovoye
- Soldátskoye
- Sosnovka
- Srédniye Apochki
- Stároye Rogóvoye
- Udóbnoye
- Yasenkí

El actual mapa de autogobierno local data de 2010, cuando el ayuntamiento del selsovet de Srednedorózhnoye se integró en el de Srédniye Apochki. Sin embargo, a efectos de división territorial de los órganos internos federales y de la óblast (desconcentración), el raión se sigue dividiendo en los dieciséis ayuntamientos que se habían definido en 2004, y que crearon sus ayuntamientos conforme a dicho mapa en 2006. Por lo tanto, el selsovet de Srenedorózhnoye sigue existiendo como área administrativa aunque ya no tenga ayuntamiento propio.